# Pintura acrílica

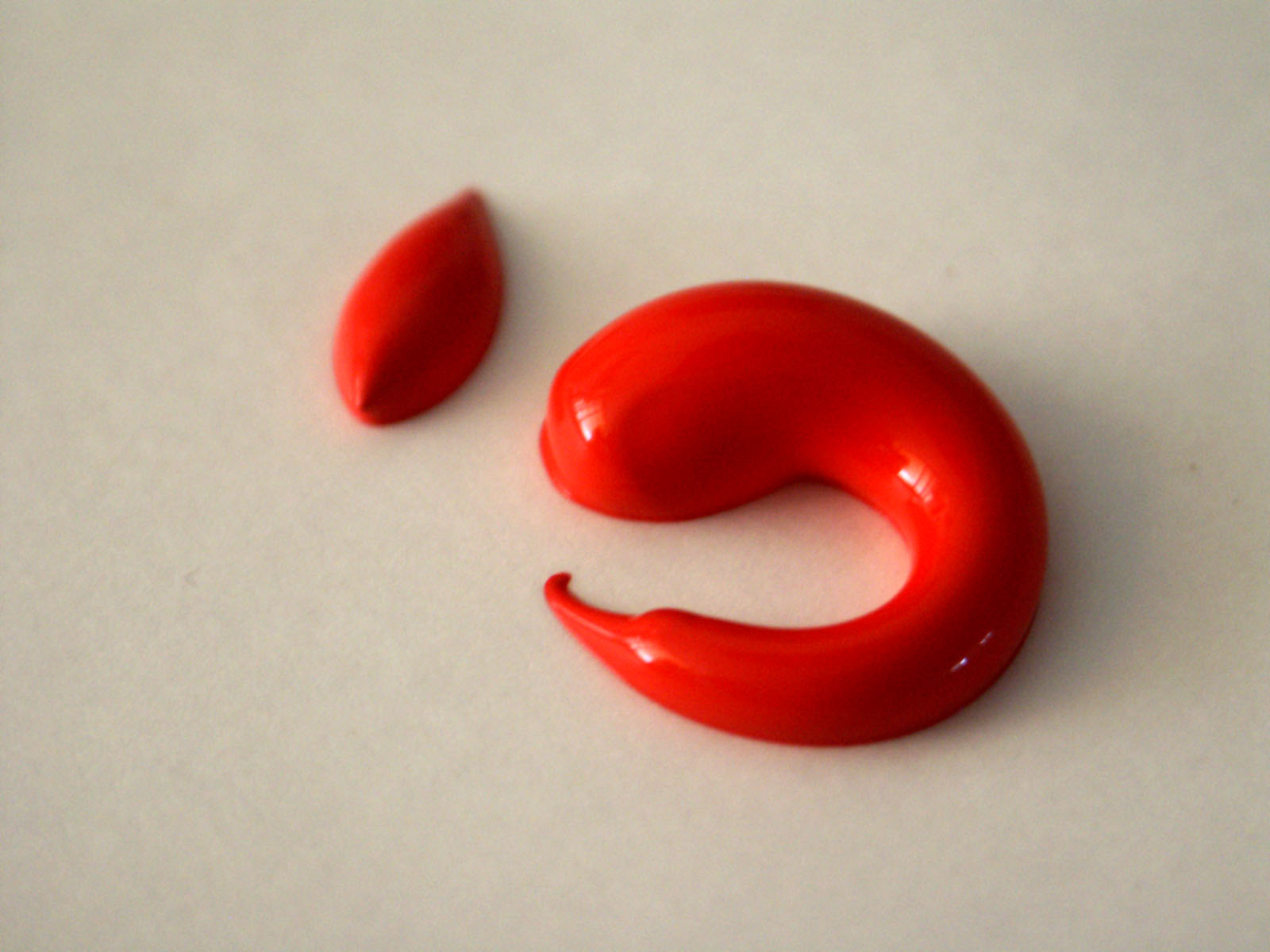
Pintura acrílica vermella

La pintura acrílica és una classe de pintura que conté un material plastificat, és una pintura d'assecament ràpid, en la que els pigments estan continguts en una emulsió d'un polímer acrílic. Encara que són solubles en aigua, una vegada seques són resistents a aquesta. Destaca especialment per la rapidesa de l'assecament. Així mateix, en assecar es modifica lleugerament el to, més que a la pintura a l'oli. La pintura acrílica data de la primera meitat del segle xx, i va ser desenvolupada paral·lelament a Alemanya i els Estats Units.
Làtex és la denominació comuna dels polímers obtinguts mitjançant polimerització en emulsió, i són dispersions col·loidals de partícules molt petites de polímer en un medi continu. Els làtexs poden ser aplicats a la fabricació de pintures per arquitectura, però també en adhesius per a fusta (cola vinílica), pintures per a paper, additius per a ciment i concretament, des de fa uns anys a modificadors de reologia.